# Seznam představitelů Tádžikistánu

Prezidentská standarta

Toto je seznam představitelů Tádžikistánu. Tento seznam zahrnuje prezidenty i předsedy vlády Tádžikistánu.

## Seznam

### Prezidenti
| Č.                                | Portrét    | Jméno (narození–úmrtí)         | Nástup do úřadu    | Konec v úřadu      | Strana     | Strana                     |
| Prezidenti                        | Prezidenti | Prezidenti                     | Prezidenti         | Prezidenti         | Prezidenti | Prezidenti                 |
| --------------------------------- | ---------- | ------------------------------ | ------------------ | ------------------ | ---------- | -------------------------- |
| 1.                                |            | Khahhor Mahkamov (1932–2016)   | 30. listopadu 1990 | 31. srpna 1991     |            | Komunistická strana        |
| –                                 |            | Khadriddin Aslonov (1947–1992) | 31. srpna 1991     | 23. září 1991      |            | Komunistická strana        |
| 2.                                |            | Rahmon Nabijev (1930–1993)     | 23. září 1991      | 6. října 1991      |            | Komunistická strana        |
| –                                 |            | Akbaršo Iskandarov (* 1951)    | 6. října 1991      | 2. prosince 1991   |            | Komunistická strana        |
| 2.                                |            | Rahmon Nabijev (1930–1993)     | 2. prosince 1991   | 7. září 1992       |            | Komunistická strana        |
| –                                 |            | Akbaršo Iskandarov (* 1951)    | 7. září 1992       | 20. listopadu 1992 |            | Komunistická strana        |
| Předsedové Nejvyššího shromáždění |            |                                |                    |                    |            |                            |
| –                                 |            | Emómalí-ji Rahmón (* 1952)     | 20. listopadu 1992 | 16. listopadu 1994 | nestraník  | nestraník                  |
| Prezidenti                        |            |                                |                    |                    |            |                            |
| 3.                                |            | Emómalí-ji Rahmón (* 1952)     | 16. listopadu 1994 | úřadující          |            | Lidově demokratická strana |

### Předsedové vlády
| Č. | Portrét | Jméno (narození–úmrtí)          | Nástup do úřadu    | Konec v úřadu      | Strana    | Strana                     |
| -- | ------- | ------------------------------- | ------------------ | ------------------ | --------- | -------------------------- |
| 1. |         | Izzatullo Hajoev (1936–2015)    | 25. června 1991    | 9. ledna 1992      |           | Komunistická strana        |
| 2. |         | Akbar Mirzojev (* 1939)         | 9. ledna 1992      | 21. září 1992      | nestraník | nestraník                  |
| 3. |         | Abdumalik Abdulločonov (* 1949) | 21. září 1992      | 18. prosince 1993  |           | Strana lidové jednoty      |
| 4. |         | Abdučalil Samadov (1949–2004)   | 18. prosince 1993  | 2. prosince 1994   | nestraník | nestraník                  |
| 5. |         | Čamšed Karimov (* 1940)         | 2. prosince 1994   | 8. února 1996      | nestraník | nestraník                  |
| 6. |         | Jahjo Azimov (* 1947)           | 8. února 1996      | 20. prosince 1999  | nestraník | nestraník                  |
| 7. |         | Okhil Okhilov (* 1944)          | 20. prosince 1999  | 23. listopadu 2013 |           | Lidově demokratická strana |
| 8. |         | Khohir Rasulzoda (* 1959)       | 23. listopadu 2013 | úřadující          |           | Lidově demokratická strana |